# LVT–1
Az LVT–1 az amerikai hadsereg első sikeres fejlesztése volt a kétéltű lánctalpas járművek terén.

## Története
Az Amerikai Egyesült Államok már 1920-tól kezdve folytatott kísérleteket a kétéltű járművekkel kapcsolatban. Viszont ezek költségesek voltak, és nem érdekelte túlságosan a katonai vezetőket. A második világháború kitörésekor a fejlesztések előtérbe kerültek illetve jelentősen felgyorsultak. Ennek a lendületnek, anyagi támogatásnak eredményeként 1941-ben létrejött az LVT család. Ennek a típuscsaládnak a kifejlesztése 1935-ben kezdődött, Donald Roebling mérnök vezetésével. Ezek a járművek később nagyban hozzásegítették a csendes-óceáni sikerekhez az Egyesült Államok hadseregét. A háború folyamán az amerikaiak szinte mestereivé váltak a kétéltű hadviselésnek, jó példa erre az LVT.

## Harcban
A partraszálló kétéltű járművek tették partra az első támadó hullámot, ezek főleg az LVT–1-esek voltak mivel ezek bírtak a legnagyobb szállítási hellyel a tengerészgyalogosok számára. Miután az első egységek megvetették a lábukat, ezekkel küldték az utánpótlást a parton lévő előretörő csapatoknak. Viszont nagyban eltérő volt a csendes-óceáni és az európai hadrendjük.

### Az csendes-óceáni hadszíntér
Az LVT-k legelső bevetésére Guadalcanalnál került sor 1942-ben. Ekkor az LVT–1 és 2 jelzésű járművek estek át a tűzkeresztségen, s hajtották végre sikeresen a partraszállást. Ennek a hadműveletnek későbbi szakaszában főként ellátó járműként szolgáltak, ugyanis a dzsungel sűrű aljnövényzetében a lánctalpak hatalmas előnyt jelentettek. A partraszállás során számos értékes tapasztalatra is szert tettek a csapatok például: a járművek páncélzat nélkül nagyon sebezhetőek. Ráadásul rájöttek, arra is hogy csak megfelelő páncélzattal alkalmasak a partra szállításra. A Csendes-óceánon mindenhol bevetették.

### Az európai hadszíntér
Európában az amerikaiak elsősorban folyókon való átkeléshez használták ezeket a járműveket, ezen bevetések nagy része sikeres volt. Ennek legjobb példája a rajnai-átkelés és azt követő hadműveletek. Itt már az LVT szinte minden típusát alkalmazták.

## Változatai
- LVT–1 Alligator – Fegyverzet nélküli, csapatszállító jármű.
- LVT(A)–1 – Teljesen páncélozott, lövegtoronnyal megerősített kétéltűjármű.
- LVT–2 Water Buffalo – A híres "vízi bivaly"-t elsősorban nehezebb fegyverek, aknavetők, ágyúk szállítására használták.
  - LVT–2 Doodlebug – Felépítmény helyett fa rámpával szerelt változat, a partraszállás segítésére a mélyebb partszakaszoknál.
- LVT(A)–2 – Tengerészgyalogosok partra szállítására, nehézfegyverzetük szállításra tervezett páncélozott, géppuskával felszerelt típus.
- LVT–3 Bushmaster – Az M5-ös harckocsi motorjával szerelt, új felfüggesztéssel épített, partraszálló nehézfegyverzetet szállító típus.
- LVT–3C – Az LVT–3 modernizált változata.
- LVT(A)–3 – Az LVT–4 csapatszállító páncélozott változata, sosem került gyártásba.
- LVT–4 – Géppuskával felszerelt, elterjedt típus.
- LVT(A)–4 – Teljesen páncélozott, az M8 önjáró löveg lövegtornyával felszerelt kétéltű harckocsi.
- LVT(A)–5 – Az LVT(A)–4 fejlettebb változata giroszkóp stabilizálású toronnyal ellátva. A legdrágább típus, rengeteg műszaki és technikai megoldást szereltek rá.

## Képgaléria
- Az LVT-k sora a második világháború Csendes-óceáni hadszínterén
- Az LVT–1 és LVT–2 bevetése Guadalcanalnál
- LVT–3C
- LVT–4 Okinawánál 1945-ben